# Kim Dickens
Kimberly Jan Dickens, detta Kim (Huntsville, 18 giugno 1965), è un'attrice statunitense.

## Biografia
Nata a Huntsville, Alabama, ha studiato alla Vanderbilt University di Nashville dove ha intrapreso una eccellente carriera scolastica e laureandosi nel 1983 in Scienze della comunicazione. Subito dopo si trasferì a New York per studiare recitazione nel celebre studio di Lee Strasberg e si è diplomata alla American Academy of Dramatic Arts. Ha fatto il suo debutto in teatro nell'atto unico di David Mamet Sexual Perversity in Chicago al teatro della Vanderbilt University.
La sua carriera cinematografica è legata a diverse partecipazioni in pellicole indipendenti quali Palookaville o Paradiso perduto, non disdegnando tuttavia pellicole più commerciali come Codice Mercury al fianco di Bruce Willis o L'uomo senza ombra con Kevin Bacon. Dal 2015 è la protagonista della serie televisiva Fear the Walking Dead, spin-off e prequel della serie televisiva The Walking Dead, nel ruolo di Madison Clark.

## Filmografia

### Cinema
- Palookaville, regia di Alan Taylor (1995)
- Viaggio senza ritorno (Truth or Consequences, N.M.), regia di Kiefer Sutherland (1997)
- Zero Effect, regia di Jake Kasdan (1998)
- Paradiso perduto (Great Expectations), regia di Alfonso Cuarón (1998)
- Codice Mercury (Mercury Rising), regia di Harold Becker (1998)
- White River Kid (The White River Kid), regia di Arne Glimcher (1999)
- Lui, lei e gli altri (Committed), regia di Lisa Krueger (2000)
- L'uomo senza ombra (The Hollow Man), regia di Paul Verhoeven (2000)
- The Gift, regia di Sam Raimi (2000)
- Things Behind the Sun, regia di Allison Anders (2001)
- La casa di sabbia e nebbia (House of Sand and Fog), regia di Vadim Perelman (2003)
- Goodnight, Joseph Parker, regia di Dennis Brooks (2004)
- Thank You for Smoking, regia di Jason Reitman (2005)
- Wild Tigers I Have Known, regia di Cam Archer (2006)
- Red, regia di Trygve Allister Diesen e Lucky McKee (2007)
- One Way to Valhalla, regia di Kren Goodman (2009)
- The Blind Side, regia di John Lee Hancock (2009)
- Footloose, regia di Craig Brewer (2011)
- A qualsiasi prezzo (At Any Price), regia di Ramin Bahrani (2012)
- L'amore bugiardo - Gone Girl (Gone Girl), regia di David Fincher (2014)
- Miss Peregrine - La casa dei ragazzi speciali (Miss Peregrine's Home for Peculiar Children), regia di Tim Burton (2016)
- Lizzie, regia di Craig William Macneill (2018)
- Highwaymen - L'ultima imboscata (The Highwaymen), regia di John Lee Hancock (2019)
- Land, regia di Robin Wright (2021)
- The Good Nurse, regia di Tobias Lindholm (2022)

### Televisione
- New York News – serie TV, episodio 1x09 (1995)
- Swift - Il giustiziere (Swift Justice) – serie TV, episodio 1x01 (1996)
- Voice from the Grave, regia di David Jackson – film TV (1996)
- Due madri per Zachary (Two Mothers for Zachary), regia di Peter Werner – film TV (1996)
- Spin City – serie TV, episodio 1x16 (1997)
- Heart Full of Rain, regia di Roger Young – film TV (1997)
- Big Apple – serie TV, 8 episodi (2001)
- Out of Order – miniserie TV, 6 episodi (2003)
- Deadwood – serie TV, 34 episodi (2004-2006)
- Numb3rs – serie TV, episodi 3x01-3x02 (2006)
- Lost – serie TV, 4 episodi (2006-2009)
- 12 Miles of Bad Road – serie TV, 6 episodi (2008)
- 1%, regia di Alan Taylor – film TV (2008)
- Friday Night Lights – serie TV, 11 episodi (2008-2009)
- FlashForward – serie TV, episodio 1x03 (2009)
- Reviving Ophelia, regia di Bobby Roth – film TV (2010)
- Treme – serie TV, 38 episodi (2010-2013)
- Second Sight, regia di Michael Cuesta – film TV (2013)
- White Collar – serie TV, episodio 5x07 (2013)
- Sons of Anarchy – serie TV, 7 episodi (2013-2014)
- House of Cards - Gli intrighi del potere (House of Cards) – serie TV, 9 episodi (2015-2017)
- Fear the Walking Dead – serie TV, 52 episodi (2015-2023)
- Deadwood - Il film (Deadwood: The Movie), regia di Daniel Minahan – film TV (2019)
- Briarpatch – serie TV, 9 episodi (2020)
- Sorelle sbagliate (The Better Sister), regia di Craig Gillespie – miniserie TV (2025)

## Doppiatrici italiane
Nelle versioni in italiano delle opere in cui ha recitato, Kim Dickens è stata doppiata da:
- Barbara De Bortoli ne La casa di sabbia e di nebbia, The Blind Side
- Emilia Costa in Deadwood, Deadwood - Il film
- Francesca Fiorentini in Lost, Land
- Alessandra Grado in Codice Mercury
- Giovanna Martinuzzi ne L'uomo senza ombra
- Tiziana Avarista in The Gift
- Roberta Greganti in Thank You for Smoking
- Emanuela Baroni in White Collar
- Laura Lenghi ne L'amore bugiardo - Gone Girl
- Gemma Donati in House of Cards - Gli intrighi del potere
- Alessandra Korompay in Fear the Walking Dead
- Daniela Calò in Miss Peregrine - La casa dei ragazzi speciali
- Eleonora De Angelis in The Good Nurse
- Giuppy Izzo in Sorelle sbagliate